# Border Zone (jeu vidéo)
Border Zone est un jeu vidéo de fiction interactive développé par Marc Blank et publié par Infocom à partir de 1987 sur  Amiga, Apple II, Atari ST, Commodore 64, MS-DOS et Apple Macintosh. Le jeu a pour thème l’espionnage et se déroule dans un pays imaginaire d’Europe de l’Est appelé Frobnia. Il est divisé en trois chapitres, dans lesquels le joueur incarne trois personnages différents, qui peuvent être joués dans n’importe quel ordre. Une des particularités du jeu est que le temps y continue d’avancer même lorsque le joueur ne tape aucune commande. Le jeu s'est vendu à plus de 10 000 exemplaires sur la période 1987-1988.